# Camano-sziget
A Camano-sziget (kiejtése: kəˈmeɪnoʊ) az Amerikai Egyesült Államok Washington államának Island megyéjéhez tartozó sziget. A 2010. évi népszámlálási adatok alapján 15 661 lakosa van.
A sziget közúton a Washinghon State Route 532-n haladva közelíthető meg; a Snohomish megyében fekvő Stanwoodba az Island Transit autóbuszaival is el lehet jutni. Korábban Coupeville és Everett felé komp közlekedett volna, azonban a javaslatok elbuktak.

## Története
A szigeten egykor a kikiallus, alsó-skagit, sauk–suiattle, snohomish és stillaguamsh indiánok folytattak vadászó-gyűjtögető életmódot. A 2005-ös ásatások során 1600 éves emberi maradványokat találtak. Az 1820-as években történt földcsuszamlás miatt a sziget mérete csökkent, a Saratoga-átjáróban pedig cunami volt.
A 19. század elején az északi részeken a kikiallus törzs lakóházai, délen pedig a snohomish törzs nyaralói voltak. Az első fehér telepesek az 1850-es években érkeztek; az első állandó település Utsalady (korábban Utsaladdy) volt. Thomas Cranney fűrészüzeme 1858-ban, az első iskola pedig 1862-ben nyílt meg.
Cranney fűrészüzeme annak csődje miatt 1876-ban bezárt; a gyár később a Puget Mill Company tulajdonába került. Utsaladyben később három bolt és két szálloda nyílt, valamint kiépült a távíróvonal, Coupeville felé pedig komp közlekedett. A régióban számos kínai és norvég bevándorló élt, azonban az előbbiek ellen irányuló erőszakos cselekmények miatt a kínaiak az 1880-as években távoztak. Az 1893-as válság miatt az Utsaladyben fekvő üzem bezárt, azonban később több másikat is alapítottak.
Miután a térség erdőit kitermelték, a szigeten farmokat és nyaralókat létesítettek. 1909-ig Stanwood felé köteles komp járt, amelyet egy híddal váltottak ki. Az első üdülők Utsaladyben, Juniper Beachen és Madrona Beachen nyíltak az 1920-as években, majd 1936-tól Cama Beachen nagyobb nyaralókomplexumokat létesítettek. Az alkoholtilalom ideje alatt a sziget annak szárazföldtől való távolsága és a kanadai határhoz való közelsége miatt a csempészek kedvelt rakodóhelye volt. Az 1930-as évek gazdasági válsága alatt Juniper Beachen kagylótenyésztéssel foglalkoztak.
1943-ban a Puget Mill Company területeinek lakóövezetté való átalakításába kezdett. 1950 júliusában átadták a Stanwood felé vezető Mark Clark hidat, az állam pedig a közúthálózat fejlesztésébe kezdett. Az 1950-es években a sziget saját postahivatalt és tűzoltóállomást kapott, valamint kiépült a telefonszolgáltatás. Az 1960-as és 1970-es években történő népességnövekedés miatt a várostervezési osztály fejlesztésére volt szükség.

### Elnevezése
A sziget névadója Jacinto Caamaño spanyol felfedező; a korábbi, „Kal-lut-chin” név jelentése snohomish nyelven „öbölbe érő föld”. A Wilkes-expedíciót vezető Charles Wilkes a Champlain-tavi csatában győzelmet arató Thomas Macdonough tiszteletére a Camano- és Whidbey-szigetek közti öblöt a kapitány hajójáról (Saratoga) nevezte el. Henry Kellett a Brit Admiralitás területeinek rendezésekor a Saratoga nevet Camanóra módosította, azonban a Saratoga-átjáró nevét nem változtatta meg.
A „Camano” kifejezés a helyi indián törzsek által is használt lushotsheed nyelvű alakja „ʔəw̓alus”.

## Éghajlat
| Hónap                         | Jan.  | Feb.  | Már.  | Ápr. | Máj. | Jún. | Júl. | Aug. | Szep. | Okt. | Nov.  | Dec.  | Év    |
| ----------------------------- | ----- | ----- | ----- | ---- | ---- | ---- | ---- | ---- | ----- | ---- | ----- | ----- | ----- |
| Rekord max. hőmérséklet (°C)  | 18,3  | 20,6  | 25,6  | 27,2 | 30,0 | 32,8 | 35,6 | 36,7 | 32,8  | 26,1 | 20,0  | 21,1  | 36,7  |
| Átlagos max. hőmérséklet (°C) | 8,3   | 10,0  | 12,2  | 15,0 | 17,8 | 20,0 | 22,8 | 23,3 | 20,6  | 15,0 | 10,6  | 7,8   | 15,3  |
| Átlagos min. hőmérséklet (°C) | 2,8   | 2,2   | 3,9   | 5,6  | 7,8  | 10,0 | 11,1 | 11,1 | 9,4   | 6,7  | 3,9   | 1,7   | 6,4   |
| Rekord min. hőmérséklet (°C)  | −16,1 | −15,0 | −18,0 | −3,9 | −2,2 | 1,7  | 4,4  | 3,3  | −1,7  | −6,7 | −14,4 | −17,2 | −18,0 |
| Átl. csapadékmennyiség (mm)   | 64    | 44    | 48    | 42   | 47   | 34   | 22   | 20   | 32    | 50   | 80    | 64    | 547   |
| Forrás: The Weather Channel   |       |       |       |      |      |      |      |      |       |      |       |       |       |

## Települések
- Utsalady
- Terry’s Corner
- Madrona Beach
- Sunset Beach
- Juniper Beach
- Lona Beach
- Rockaway Beach
- Maple Grove Beach

## Népesség
A sziget népességének változása:

## Közszolgáltatások
Ugyan a sziget közúton csak Snohomish megye felől közelíthető meg, közigazgatásilag Island megyéhez tartozik; a lakosok korábban szerettek volna városi rangot szerezni vagy Snohomish megyéhez csatlakozni. A seriff irodájának is otthont adó középület az 1970-es években nyílt meg.
A szigeten két általános iskola van, melyeket a Stanwood–Camanói Tankerület üzemeltet. A Sno-Isle Libraries 2007-ben ideiglenes könyvtárat nyitott; ezt 2015 augusztusában 2,3 millió dollárból egy korábbi étterembe költöztették.
Az állam két parkot (Camano Island és Cama Beach) működtet; előbbi 1948-ban nyílt meg 800 önkéntes egynapi munkájával. A 99 hektár területű Camano Island parkhoz kétezer méter hosszú parkszakasz tartozik. A Cama Beach park 2008-ban nyílt meg egy korábbi üdülő helyén.
Island megye további 13 parkot tart fenn a szigeten; a legnagyobbhoz (Camano Ridge) 160 hektárnyi erdős terület és túraösvények tartoznak.

## Nevezetes személyek
- Alfred Zeisler, producer[43]
- Caitlin Kinnunen, színész[44]
- Colton Harris Moore, rabló[45]
- Dave Hayes, politikus[46]
- Laurie Z, zenész[47]
- Mark W. Clark, tábornok[48]
- Mary Margaret Haugen, szenátor[49]
- Robert Neale, pilóta[50]
- Thomas T. Minor, Seattle és Port Townsend egykori polgármestere[51]
- William Corson, színész[52]

## Fordítás
- Ez a szócikk részben vagy egészben  a   Camano Island című angol Wikipédia-szócikk ezen változatának fordításán alapul.  Az eredeti cikk szerkesztőit annak laptörténete sorolja fel. Ez a jelzés csupán a megfogalmazás eredetét és a szerzői jogokat jelzi, nem szolgál a cikkben szereplő információk forrásmegjelöléseként.